# Fredrik Öberg
Fredrik Öberg, född 2 mars 1972 i Boden, är en svensk ishockeytränare, före detta ishockeyspelare och ishockeydomare.
Öberg började karriären som smart och målfarlig högerforward av tvåvägskaraktär, men successivt och med ålderns rätt har han klivit inåt i banan till centerrollen. Mycket duktig både i box play och power play. Öberg har på sin meritlista 22 A-landskamper, 2 juniorlandskamper, och 393 matcher i Elitserien och har där gjort 243 poäng. 
Fredrik Öbergs A-lagsdebut skedde med moderklubben Bodens IK som 17-åring 1989 i dåvarande näst högsta serien i ishockey. Efter fem säsonger värvades han 1995 till Elitserien och Västerås IK. Elitseriedebuten gjordes dock tre år tidigare vid ett par korta inhopp med Luleå HF. 
Efter att också ha hunnit representera Malmö och HV71 lämnade han 2001 Sverige för Tyskland, där han tillbringade fyra säsonger. Vid återkomsten till Sverige säsongen 2005/2006 valde Öberg att ansluta till Skellefteå AIK som då satsade på att avancera från Allsvenskan till Elitserien. I Kvalserien sköt Öberg mot Bofors det avgörande mål som innebar uppflyttning. Han stannade två säsonger till i Skellefteå för att därefter gå över till Björklöven i Allsvenskan. När klubben inför säsongen 2010/2011 degraderades av ekonomiska skäl, blev Clemensnäs HC i Division 1 Öbergs nästa klubb. Under säsongen hann han även lånas ut några matcher till Leksands IF i Allsvenskan för att sedan återvända till Björklöven och spel i Allettan.
Efter säsongen 2010/2011 sa Björklöven upp optionsåret i kontraktet man hade med Öberg som därmed avslutade sin spelarkarriär. Den 16 oktober 2011 gjorde Öberg sin första match som huvuddomare i Division 1.